# Євеліна (заказник)

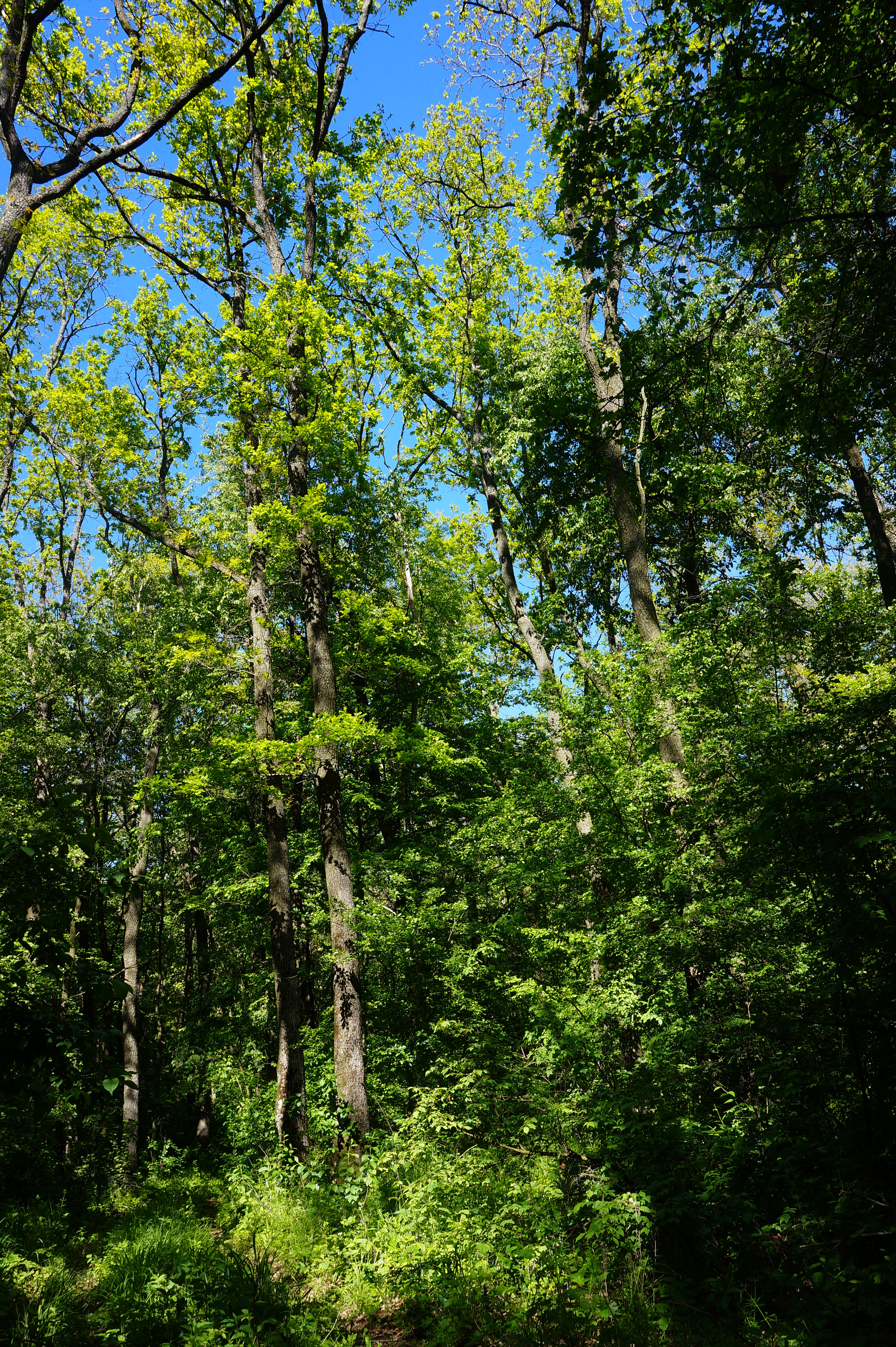
Євеліна, дубово-грабові насадження

Євелі́на — лісовий заказник місцевого значення в Україні. Розташований у межах Ярмолинецького району Хмельницької області, за 3 км на захід від смт Ярмолинці. 
Площа 320 га. Статус надано 1998 року. Перебуває у віданні ДП «Ярмолинецький лісгосп» (Ярмолинецьке лісництво, кв. 25—29). 
Статус надано з метою збереження частини лісового масиву з переважно грабово-дубовими насадженнями. 